# Гай Юлій Гігін
Гай Юлій Гігін (64 рік до н. е. — 17 рік н. е.) — відомий давньоримській письменник та науковець часів імператора Октавіана Августа.

## Життєпис
Стосовно відомостей про місце народження, а також родини Гігіна немає. За походженням він був або іспанець (іберієць) або грек з Александрії Єгипетської. Був вільновідпущеником імператора Августа. Гай Гігін був учнем граматика Александра Полігістора. У 28 році до н. е. Август призначив Гігіна очільником Палатинської державної бібліотеки. Товаришував з Овідієм та істориком та політиком Клодієм Ліцином.
Гай Гігін займався історією, астрономією, філологією, створював прозаїчні твори, з сільського господарства. Усі ці наукові праці не дійшли дотепер і відомі здебільшого за назвами. Більше за все є дані щодо розробок Гігіна в галузі астрономії. Він досліджував та надав опис сферичності космосу, кліматичних поясів Землі, перелік сузір'їв та планет, описав схід та захід зірок, рух Сонця в екліптиці, сонячні та місячні затемнення.
На його честь названо астероїд і кратер на Місяці.

## Твори
З історії та міфології:
- «Про життя та справи відомих людей».
- «Про славних людей».
- «Приклади» (або «Історії»).
- «Про троянські роди».
- «Про богів пенатів».
- «Про особливості богів».

З географії:
- «Про розташування італійських міст».

З філології:
- «Коментар до праць Вергілія».
- «Книга про Вергілія».
- «Коментар до творів Гельвія Цинни».

З астрономії:
- «Астрономія».

З сільського господарства:
- «Про землеробство».
- «Про бджіл».